# Strömmingsleken
Strömmingsleken är en stadsfestival i Söderhamn. Den har anordnats årligen sedan 1965 och är därigenom ett av Sveriges äldsta arrangemang av denna typ.
Strömmingsleken, som anordnas på Köpmantorget i stadens centrum, erbjuder bland annat surströmming, artistframträdanden, tivoli, knallar och fyrverkeri. Den startades av sju idrottsföreningar och i dag drivs den av tre av dessa, Söderhamns UIF (bordtennis), Söderhamns BK (brottning), Söderhamns IK (ishockey). Arrangemanget hade 15 000–30 000 besökare ända fram till mitten av 1990-talet. På grund av nedläggningen av Hälsinge flygflottilj och Emerson (tidigare Ericsson) som ledde till utflyttning och ökad konkurrens från andra arrangemang har intresset på senare år minskat, men Strömmingsleken har trots detta överlevt. År 2020 inställdes dock evenemanget på grund av covid-19-pandemin. 